# Batalla de Edesa
La batalla de Edesa fue un enfrentamiento militar librado en 260 entre las legiones del Imperio romano, lideradas por el emperador Valeriano, y el ejército del Imperio sasánida, comandado por el sah Sapor I, terminando con la victoria de este último y la captura del emperador.
Valeriano pasó a ser el primer emperador romano capturado en batalla por un enemigo extranjero hasta la captura de Romano IV Diógenes en Manzikert ocho siglos después.

## Antecedentes

### Planes persas
Desde que Ardacher I derrotó y mató a Artabano IV de Partia en Hormizdagán, sometiendo toda la meseta iraní y fundado la dinastía sasánida, la nueva monarquía persa había dejado claras sus intenciones de reclamar los territorios alguna vez conquistados por Ciro el Grande y los aqueménidas, hasta Jonia y Caria a orillas del mar Egeo. De este modo, las provincias de Siria y Mesopotamia quedaron bajo una gran amenaza.

### Campañas de Sapor I
La cronología de los eventos permanece nebulosa, pero se sabe que Sapor I inició su segunda campaña contra los romanos con un asedio a Nísibis, en 251 o 252. La fortaleza resistió por meses, pero finalmente cayó, resultando su guarnición pasada a cuchillo y los no combatientes esclavizados. A partir de entonces empezó a incursionar en Siria y Anatolia.
Posteriormente aprovechó que el augusto Publio Licinio Valeriano estaba ocupado en Armenia para derrotar a 60 000 romanos en Barbalissos. Luego arrasó Siria, Cilicia y Capadocia, capturando Antioquía, la principal ciudad del Oriente romano, y la fortaleza de Dura Europos aprovechando que disturbios en Bitinia y una plaga había reducido las defensas romanas y distraído al augusto. Ante estos acontecimientos, el emperador fue a confrontarlo personalmente al tiempo que dejaba a su hijo, Publio Licinio Egnacio Galieno, a cargo del Oeste.

## Fuerzas enfrentadas

### Romanos

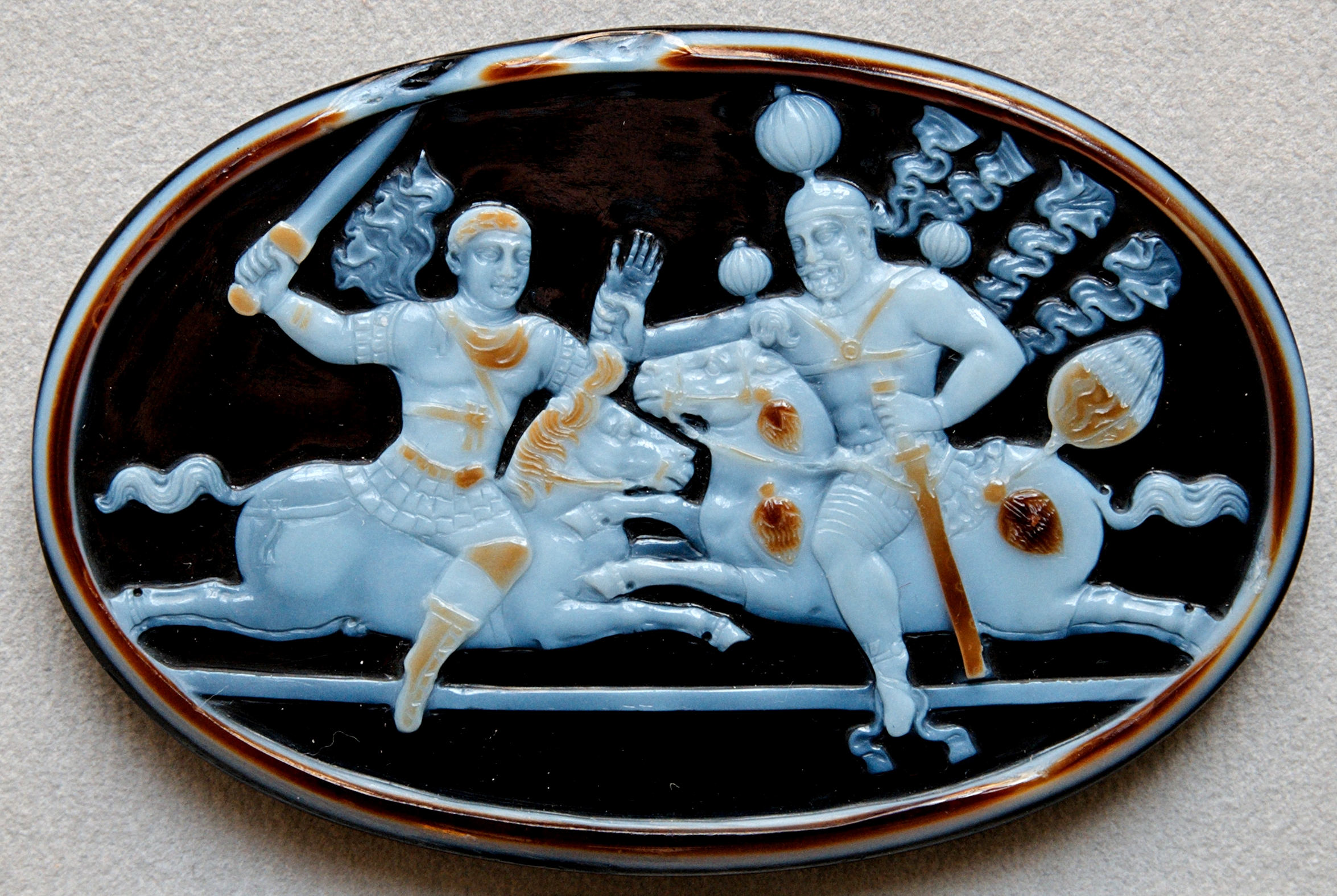
Camafeo que representa a Sapor I afirmando del brazo a Valeriano, representando su captura (Musée des monnaies, médailles et antiques, París).

Las inscripciones sasánidas reportan una hueste de 70 000 soldados provenientes de Germania Inferior, Recia, Nórico, Panonia, Dacia, Mesia, Tracia, Bitinia, Asia, Panfilia, Isauria, Licaonia, Galacia, Licia, Cilicia, Capadocia, Frigia, Siria, Fenicia, Judea, Arabia, Mauritania, Germania Superior, Lidia y Mesopotamia. Mientras que Jorge Cedreno (siglo XI), cronista bizantino dice que el emperador fue capturado junto a «una fuerza de 20 000 hombres».
Lo cierto es que estudios modernos indican que los mayores ejércitos de campaña levantados por los césares en los siglos III y IV podían ser de 30 000 combatientes (o un poco más), dados los problemas de logística, pues debían ser acompañados por miles de carromatos y animales de carga. Por esto siempre debían seguir las calzadas sin apartarse de ellas, por lo que sólo se veían en grandes campañas contra los sasánidas en el Este o usurpadores en el interior del Imperio, donde existían tales rutas. En cambio, en campañas en lugares de difícil acceso, como en montañas, que solían ser una serie de asedios de fortalezas, eran de unos pocos miles de soldados en campaña.

### Sasánidas
La historiadora finlandesa Ilkka Syvanne indica que sus ejércitos de campaña fácilmente podían llegar a 50 000 efectivos, pero posiblemente alcanzaran los 100 000 a 130 000, basándose en estudios arqueológicos realizados en las bases de campaña cercanas a la Gran Muralla de Gorgán. Sin embargo, el erudito inglés George Rawlinson reduce el tamaño promedio de los ejércitos de campaña sasánidas a 30 000 o 60 000 hombres.

## Batalla

### Versión de captura del emperador

Mapa de la tercera campaña de Sapor I.

No se conocen bien los detalles de la batalla, aunque la mayoría de las fuentes afirma que el augusto fue capturado vivo. La única excepción es el Cronicón pascual (s. VII), que afirma que murió en la batalla contra los persas a los 61 años. En tanto, el historiador romano Zósimo (s. V-VI) dice que la captura fue a traición. Tras haber enviado embajadores y presentes pero sin recibir respuesta, el emperador decidió reunirse personalmente con el sah llevando una pequeña comitiva lejos de su campamento. Fue entonces tomado prisionero.
En la inscripción sasánida de la época, Res Gestae Divi Saporis, «Los Actos del Divino Sapor», Sapor I estaba asediando Edesa y Carras cuando el emperador apareció con una enorme horda se produjo una gran batalla en la que fue capturado el emperador junto al prefecto del pretorio, oficiales y senadores. Concuerda con Zonaras (s. XII), historiador bizantino que afirma que Valeriano intentó liberar a Edesa de su asedio pero empezó a vacilar hasta que se enteró de que la guarnición de la fortaleza había hecho muchas incursiones en las que murieron muchos persas y se hizo gran botín. Por eso decidió dar batalla, pero los sasánidas les superaban en número, y la hueste romana fue rodeada en un día y al siguiente, derrotada y el emperador capturado. En cambio, Cedreno dice que Valeriano fue capturado en Cesarea. Los historiadores romanos del siglo IV Aurelio Víctor, Rufo Festo y Flavio Eutropio indican que la derrota y captura fue en algún lugar de Mesopotamia. Por último, Al Tabari (s. IX-X), historiador persa, da a entender que la batalla se produjo en Antioquia.

### Versión de entrega del emperador
Sin embargo, Zonaras reconoce que algunas fuentes indican que durante su estancia en Edesa, los soldados romanos pasaron hambre y comenzaron a pensar en amotinarse. El augusto, temeroso por su vida, prefirió entregarse al enemigo, provocando que su ejército rompiera filas y huyera sufriendo algunas bajas. Sincelo concuerda con él, agregando que Valeriano, temeroso, salió del campamento fingiendo dirigirse a otra batalla pero al final se entregó. Es similar a la versión de Pedro el Patricio (s. VI), en su caso fue una plaga que se cebó con los soldados mauris. Esto obligó al emperador a enviar oro y regalos valiosos al sah, solicitando la paz, pero este último ya sabía de la debilidad del enemigo y después de demorar la respuesta, envió de regreso a los embajadores con su negativa, marchando a dar batalla.

### Tácticas sasánidas
Los primeros ejércitos sasánidas eran iguales a los de sus predecesores arsácidas, así que es posible que usaran tácticas de golpe y fuga, desgastando constantemente a las legiones con sus arqueros a caballo, que eran la mayoría de sus tropas. Cada vez que los jinetes romanos contraatacaran se retirarían realizando el disparo parto y usarían a sus catafractos para proteger a los arqueros y hacer retroceder a la caballería adversaria. Luego, los arqueros sasánidas volverían a bombardear con flechas al ejército enemigo en una actuación similar a la batalla de Carras. Cuando las legiones estuvieran lo suficientemente debilitadas, se ordenaría los catafractos una fulminante carga para destruir a la fuerza enemiga.

## Consecuencias

### Suerte de Valeriano

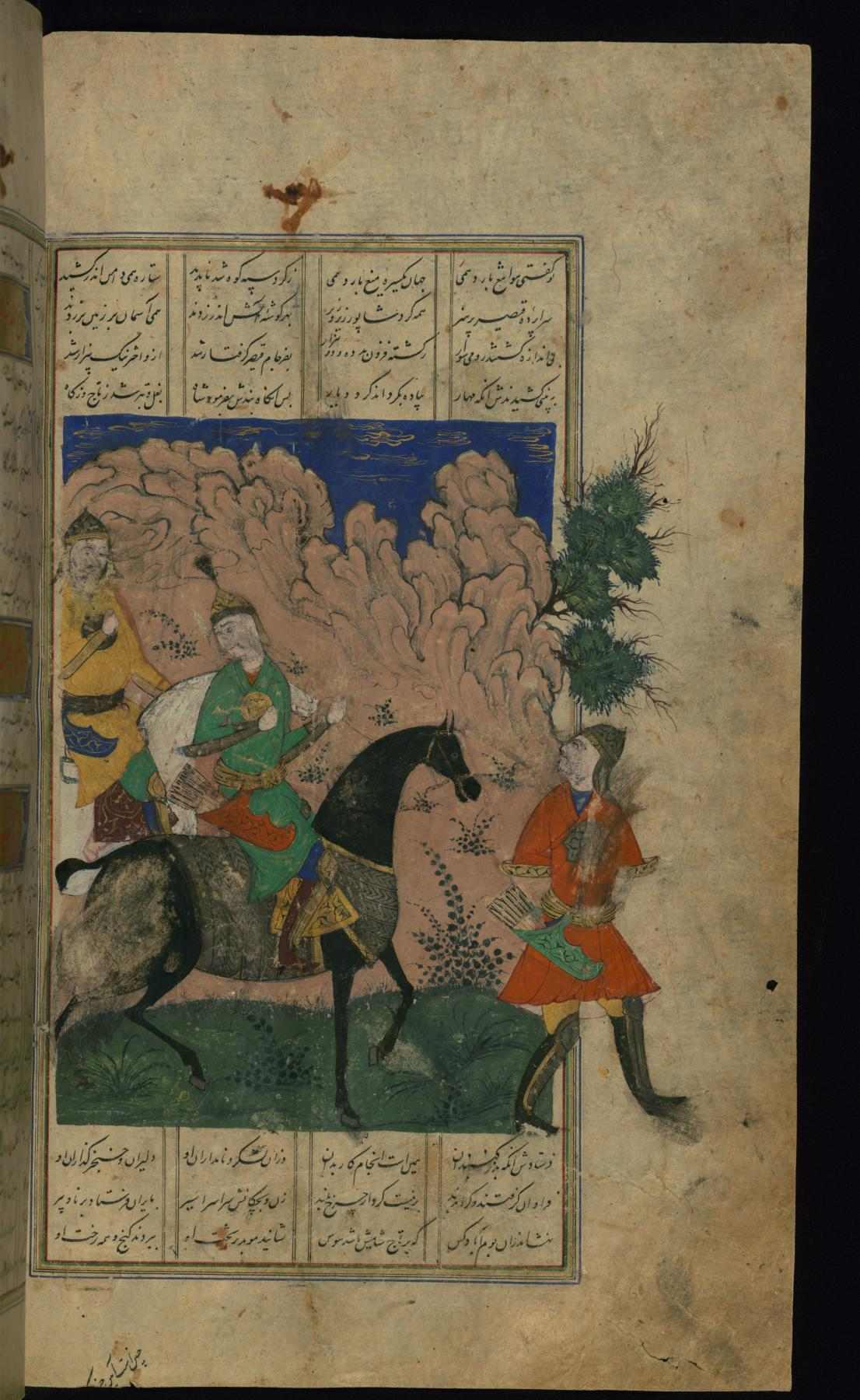
Sapor I captura el rey de Rüm, miniatura persa del Shāhnāmé.

Los historiadores cristianos san Jerónimo, Jordanes, Paulo Orosio y otros mencionan que la derrota del emperador fue inmediatamente después de iniciar la octava persecución de los cristianos. El sah lo redujo a una «miserable esclavitud», sirviendo como taburete para subir a su caballo. Víctor describe que Sapor I forzó a Valeriano a arrodillarse para poner su pie sobre su cuello. El escritor cristiano Lactancio (s. III-IV) dice que el augusto sufrió el castigo divino por su persecución. Tras servir como esclavo y taburete, fue despellejado y su piel llenada de paja y usada como adorno en un templo, en esto último concuerda con Cedreno. Según Eusebio de Cesarea, la suerte de este augusto sería justificada por Constantino el Grande en una supuesta carta como un castigo divino por su tiranía contra los cristianos. La piel y el cuerpo de Valeriano fueron recuperados mucho después por Galerio, cuando forzó al sah Narsés a firmar la paz. Por último, Al-Tabari relata que hay dos versiones de este episodio: la primera afirma que Valeriano pagó a Sapor I una gran indemnización y se lo liberó tras desnarigarlo; la segunda asegura que lo mataron.
El historiador bizantino Agatías (s. VI) describe a Ardashir I y Shapor I como ejemplos «de malicia e injusticia» que habrían usurpado al trono parto. Del segundo sah dice: «era un hombre muy injusto y sediento de sangre, despertó rápida y fácilmente a la ira y la crueldad, y lentamente y de mala gana se movió hacia la compasión y la moderación» y que capturó en batalla al emperador vivo durante su gobierno de 31 años.
Los prisioneros fueron deportados a Persia. Al Tabari especifica que el emperador fue llevado con «un gran número de las tropas que estaban ahí con él» a Gundeshapur. En cambio, historiadores modernos plantean la posibilidad que Valeriano y sus soldados fueron usados para construir Bishapur.

### El éxito de Sapor
La Historia Augusta sostiene que muchos gobernantes le escribieron a Sapor I después de la victoria. Un personaje desconocido (se ha perdido la parte del texto que revela su nombre) le felicita por capturar al viejo César, pero le advierte del poderío romano, el que había vencido a todos los grandes países que lo retaron, fueran galos, púnicos o pónticos. Termina aconsejándole firmar la paz y liberar al cautivo. El rey Veleno de los cadusii le da el mismo consejo, diciéndole «los romanos son más peligrosos cuando son derrotados» pues todo su poder caería sobre él. Igual temor tenía Artavasdes de Armenia, quien le advirtió «no has conquistado tanto como sembrado las semillas de la guerra». Le pide devolverlo, pues en las guerras entre persas y romanos su país siempre sufría por ser vecino de ambos. Por último, los bactrianos, albanos, iberos y tauroescitas se negaron a escribirle al sah y ofrecieron sus servicios a los romanos para liberar al César.

### Reacción de Odenato

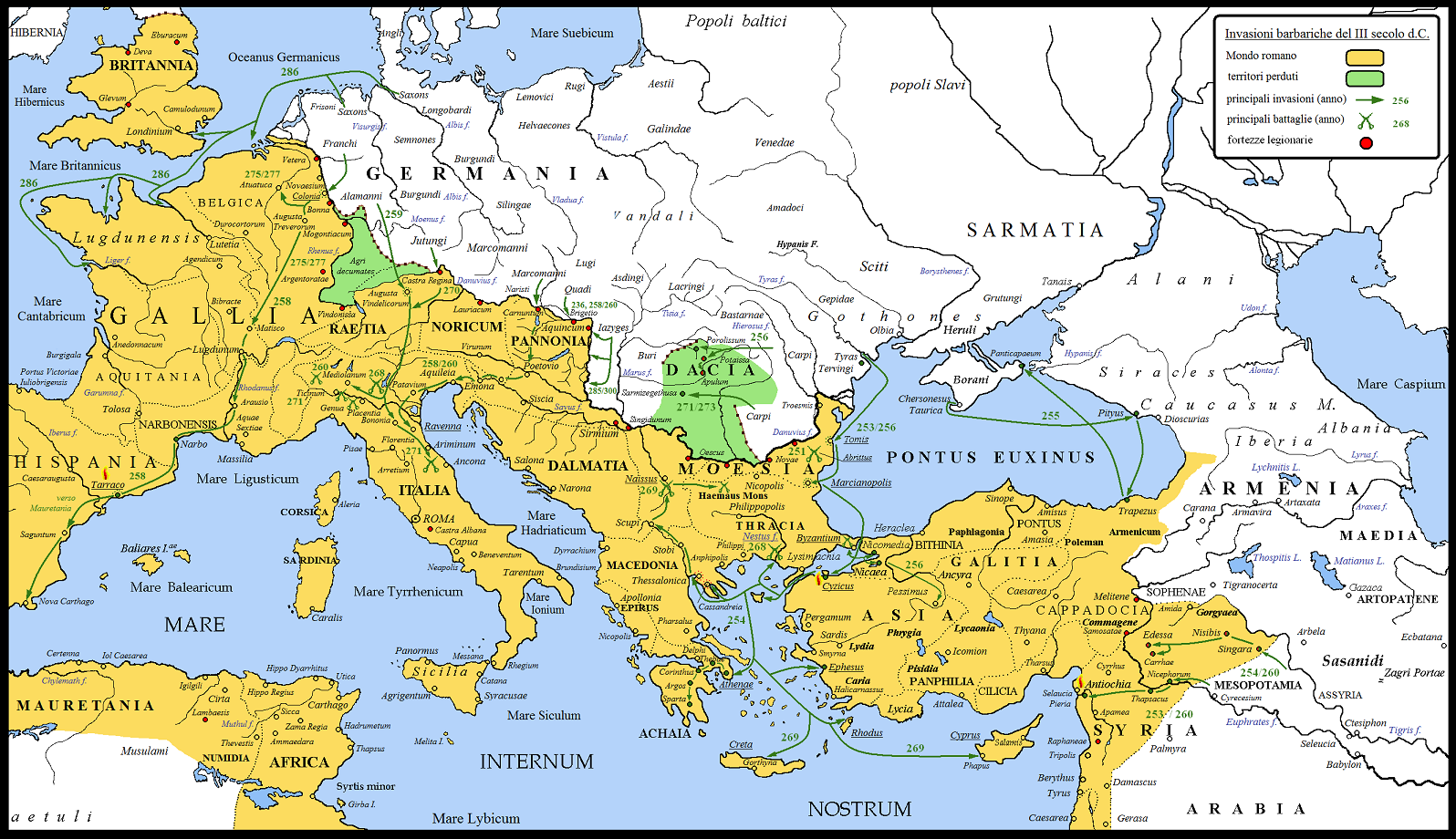
Invasiones bárbaras que vivió el Imperio durante el.

La captura del augusto dejó al Oriente romano a merced de los sasánidas. Sapor I probablemente instaló su cuartel general en Nísibis, desde donde tomaría Tarso, Antioquia (nuevamente) y Cesarea, haciéndose con toda Mesopotamia y volviendo a devastar en Siria, Cilicia y Capadocia. Se dice que las gargantas y colinas quedaron cubiertas de cadáveres. En Cesarea ordenó deportar a sus 400 000 habitantes (según crónicas antiguas) hacia el sur persa.
La expansión sasánida fue detenida por Septimio Odenato, rey de Palmira y aliado del emperador romano Galieno, quien llegó a Ctesifonte en sus campañas. Capturó los tesoros y el harén sasánidas. Sin embargo, Odenato se retiró de Persia, finalizando la guerra y atemorizando a Sapor I.
El nuevo augusto, tras la derrota de su padre, cesó la persecución de los cristianos y restauró la paz en el Imperio. Reformaría el ejército para incorporar más unidades de caballería, aunque la infantería siguió siendo mayoría, y gobernaría por quince años hasta ser asesinado en Milán por la corrupción en la que habría caído. De hecho, Juliano el Apostata, lo acusó de un comportamiento afeminado y débil sin mostrar interés por liberar a su padre.
Se sabe que el sofista Nicóstrato de Trapezus escribió una extensa historia desde el reinado de Filipo el Árabe hasta Galieno, y que incluye detalles de la «ignominiosa expedición de Valeriano contra los persas». Hoy esta pérdida.

### Antiguas
Cada libro de algún historiador estará referenciado con números latinos y los capítulos y/o párrafos con números indo-arábigos. 
- Agatías. Sobre el reinado de Justiniano. Libro IV. Continuación de Historia de las guerras de Procopio de Cesarea. Basado en traducción griego-inglés, introducción y notas por Joseph D. C. Frendo, Ed. Walter de Gruyter, 2011. ISBN 9783110826944.
- Al Tabari. Historia. Basado en edición y traducción árabe-inglés por C. E. Bosworth, volumen 5, Nueva York: State University of New York Press, 1999. ISBN 9780791443569.
- Anónimo. Cronicón pascual. Basado en edición griega y latina de Ludwig A. Dindorf, volumen 1, en Corpus Scriptorum Historiae Byzantinae (CSHB) volumen 11, Bonn: Weber, 1832.
- Aurelio Víctor. Epítome acerca de los Césares.  Libro XXXII. Digitalizado en Roman Emperors Archivado el 8 de noviembre de 2020 en Wayback Machine.. Basado en traducción latín-inglés por Thomas M. Banchich, Canisius College Translated Texts, Núm. 1, Búfalo: Canisius College, 2009.
- “Chronicon miscellaneum ad annum domini 724 pertinens”. En Chronica Minora II, Corpus Scriptorum Christianorum Orientalium  (CSCO). Volumen 3. Scriptores Syrit. 3, pp, 77–155. Leuven: Secrétariat du Corpus, edición siríaca de E. W. Brooks, traducción siríaco-latín por Jean-Baptiste Chabot, 1904. Es una colección de textos historiográficos en idioma siríaco contenida en un manuscrito del siglo VIII en la Biblioteca Británica. El título se lo dio el orientalista y sacerdote francés Chabot a su traducción al latín.
- Dion Casio. Historia romana. Libro LXXX. Digitalizado por UChicago. Basado en traducción griego-inglés por Earnest Cary, Harvard University Press, volumen IX de Loeb Classical Library, 1927.
- Eusebio de Cesarea. Historia eclesiástica. Libro VII. Digitalizado por Archive. Basado en traducción latín-inglés por Christian Frederic Crusé & Isaac Boyle, Nueva York: T.N. Stanford, 1850.
- Eusebio de Cesarea. Vida de Constantino. Libro IV. Digitalizado en Documenta Catholica Omnia. Basado en traducción latín-inglés por Arthur Cushman McGiffert & Earnest Cushing Richardson, Londres: The Christian Literature Co., 1890.
- Evagrio Escolástico. Historia eclesiástica. Libro V. Basado en edición latina de Léon Parmentier & Joseph Bidez, Londres: Methuen, 1898.
- Flavio Eutropio. Compendio de la Historia romana. Libro IX. Digitalizado por Forum romanum. Basado en traducción latín-inglés y notas por John Selby Watson, Londres: Henry G. Bohn, 1853. Edición de F. Ruehl, Leipzig: Teubner, 1887. Digitalizado en latín por The Latin Library.
- Herodiano. Historia. Libro VI. Digitalizado por Tertullian. Basado en traducción griego-inglés por Edward C. Echols, University of California Press, 1961.
- Jerónimo. Crónicas. Digitalizado por Tertullian. Basado en traducción latín-inglés y edición por Roger Pearse, Ipswich, 2005.
- Jordanes. Romana. Digitalizado por web Harbonet. Basado en traducción latín-griego por Brian T. Regan, 2016. Basada en edición latina de August Savagner, París:  C.L.F. Panckoucke, 1842.
- Jorge Cedreno. Compendio histórico. En Corpus Scriptorum Historiae Byzantinae (CSHB). Volumen 35, edición latina por Jacques Paul Migne & Immanuel Bekker, Bonn, 1838. Digitalizado por Documenta Catholica Omnia.
- Jorge Sincelo. Extracto de Cronografía. En tomo III de Corpus Scriptorum Historiae Byzantinae, edición griega y latina por Karl Wilhelm Dindorf, Bonn: E. D. Weberi, 1829. Párrafos de cada página aparecen ordenados por letras y las líneas por números.
- Juliano el Apóstata. Acerca de los Césares. Traducción latín-inglés por W. C. Wright, en The Works ot Julian, tomo II, pp. 345–415, Londres: HEINEMANN, 1913.
- Lactancio. Sobre las muertes de los perseguidores. Basado en traducción latín-inglés y edición por J.L. Creed, Oxford: Clarendon, 1984.
- Los Actos del Divino Sapor. Inscripción hecha durante el reinado de Sapor I, ubicada en Naqsh-e Rustam (actual Fars, Irán), más conocida como Res Gestae Divi Saporis (RGDS). Escrita en persa medio, parto y griego helenístico. Basada en traducción al inglés por Sprengling, M. (1940). "Shahpuhr I, the Great, on the Kaabah of Zoroaster (KZ)". Revista American Journal of Semitic Languages and Literatures. Núm. 57, Universidad de Chicago, pp. 341–429 (véase pp. 379, equivalente a líneas 19-26). Véase también versión digitalizada en Parthian Sources Online. Basada en traducción al inglés por Jake Nabel, "Die dreisprachige Inschrift Šābuhrs I. an der Ka’ba-I Zardušt (ŠKZ)". En Philip Huyse Corpus Inscriptionum Iranicarum, Vol. 3, Núm. 1, Londres: School of Oriental and African Studies, 1999. Esta citado por líneas en el artículo (como "l.").
- Paulo Orosio. Historia contra los paganos. Traducción latín-inglés, introducción y notas por A. T. Fear, 2010, Liverpool University Press. ISBN 9781846312397. Véase Libro VII. Versión en latín de Attalus, basada en edición de Karl Friedrich Wilhelm Zangemeister, 1889, Viena, corregida por Max Bänziger.
- Pedro el Patricio. Historia (fragmentos). Basado en Thomas M. Banchich (2015). The Lost History of Peter the Patrician: An Account of Rome’s Imperial Past from the Age of Justinian. Routledge. ISBN 9781317501442. En seguida aparecen los fragmentos enumerados por la edición latina de Karl Müller, Fragmenta Historicorum Graecorum (FHG), volumen IV, 1852. En el artículo se denominan a los fragmentos como "F".
- Rufo Festo. Brevario. Digitalizado por web Roman Emperors. Basado en traducción latín-inglés por Thomas M. Banchich & Jennifer A. Meka, 2011, Búfalo: Canisius College, número 2 de colección Canisius College Translated Texts.
- Scriptores Historiae Augustae (SHA). Los Dos Valerianos en Historia Augusta. Digitalizado por UChicago. Basado en traducción latín-inglés por David Magie, 1932, Cambridge: Harvard University Press, Volumen III de Loeb Classical Library.
- Zonaras. Epítome de historia. Libro XII. Digitalizado en Books Google.. Basado en traducción griego antiguo-inglés por Thomas M. Banchich & Eugene N. Lane, introducción por T. M. Banchich, Routledge, 2009. ISBN 9781134424733.
- Zósimo. Nueva Historia. Libros I y III. Basada en traducción griego antiguo-inglés por Ronald T. Ridley, Leiden & Boston: BRILL, 2017. ISBN 9789004344587.

### Modernas
- Eggenberger, David (2012). An Encyclopedia of Battles: Accounts of Over 1,560 Battles from 1479 B.C. to the Present. Courier Corporation. ISBN 9780486142012.
- Elton, Hugh W. (2004). "Cilicia, Geography and the Late Roman Empire". En Linda Ellis & Frank Kidner (editores). Travel, Communication and Geography in Late Antiquity: Sacred and Profane. Aldershot: Ashgate, pp. 5-10.
- Grant, M. (1984). Gli imperatori romani. Storia e segreti. Roma: Newton & Compton. ISBN 88-7983-180-1.
- MacKenzie, D. N. & Pierre Leriche. "Dura Europos". Encyclopaedia Iranica, diciembre de 1996, Vol. VII, Fasc. 6, pp. 589–594. Digitalizado en diciembre de 2011.
- McDonough, Scott (2013). "Military and Society in Sasanian Iran". En Campbell, Brian; Tritle, Lawrence A. (eds.). The Oxford Handbook of Warfare in the Classical World. Oxford University Press. ISBN 9780195304657.
- Potter, David S. (2004). The Roman Empire at Bay AD 180–395. Routledge. ISBN 0-415-10058-5.
- Rawlinson, George (2002). The Seven Great Monarchies of the Ancient Eastern World. Piscataway: Gorgias Press. ISBN 9781931956468.
- Spencer, Robert (2023). Empire of God: How the Byzantines Saved Civilization. Nashville: Post Hill Press. ISBN 978-1-63758-742-3.
- Syvanne, Ilkka (2015). Military History of Late Rome 284-361. Pen and Sword. ISBN 9781473871847.
- Zarinkoob, Abdolhossein (1999). Ruzgaran: tarikh-i Irán az aghz ta saqut saltnat Pahlvi. Sukhan. ISBN 964-6961-11-8.